# Amblyraja frerichsi
Amblyraja frerichsi (лат.) — вид хрящевых рыб семейства ромбовых скатов отряда скатообразных. Обитают в юго-западной части Атлантического и юго-восточной части Тихого океана. Встречаются на глубине до 2609 м. Их крупные, уплощённые грудные плавники образуют диск в виде ромба со заострённым рылом. Максимальная зарегистрированная длина 176,2 см. Откладывают яйца. Не являются объектом промысла. 

## Таксономия
Впервые вид был научно описан в 1968 году как Raja frerichsi. Вид назван в честь Т. Фрайрикса, капитана исследовательского судна, на котором была получена особь нового вида, назначенная голотипом. Голотип представляет собой самку длиной 81,7 см, пойманную на глубину 1000 м в эстуарии Ла-Плата (35°43′ ю. ш. 52°43′ з. д.). Паратипы: самцы и самки длиной 22,2—60,3 см и 24—69 см соответственно, пойманные там же и неполовозрелый самец длиной 21,6 см, пойманный в водах Уругвая на глубине 800 м. 

## Ареал
Эти батидемерсальные скаты обитают побережья Аргентины, Чили и Уругвая. Встречаются на материковом склоне на глубине 720—2609 м.

## Описание
Широкие и плоские грудные плавники этих скатов образуют ромбический диск с треугольным рылом и закруглёнными краями. На вентральной стороне диска расположены 5 жаберных щелей, ноздри и рот. На тонком хвосте имеются латеральные складки. У этих скатов 2 редуцированных спинных плавника и редуцированный хвостовой плавник.      
Максимальная зарегистрированная длина 176,2 см.  Передний край диска сильно изогнут. Изгиб находится на уровне глаз. У неполовозрелых особей рот слегка выгнут, у взрослых самцов имеет вид арки. На верхней челюсти 36 (42) зуба выстроены в 4 ряда, а на нижней 37 (40) зубов образуют 5 рядов. Зубы заострённые, с овальным основанием, выстроены в шахматной порядке. Хвост довольно длинный, крепкий и широкий, приплюснутый, сужается от основания к первому спинному плавнику.  Спинные плавники заострённые, с удлинёнными основаниями, схожей формы. Окраска диска у самцов тёмно-коричневого цвета, дистальные края, хвост, брюшные, спинные и хвостовой плавники чёрно-коричневые. Самки серовато-коричневые, края диска, лопаточная область и брюшные плавники темнее основного фона. Хвост, спинные и хвостовой плавники чёрно-коричневые.

## Биология
Эти скаты откладывают яйца. Эмбрионы питаются исключительно желтком. Длина новорождённых около 21,6 см. Самцы и самки достигают половой зрелости при длине 77,5—90,7 см и 96,5—173,1 см соответственно. 

## Взаимодействие с человеком
Эти скаты не являются объектом целевого лова. Они попадаются в качестве прилова при промысле патагонского клыкача с использованием наживки (мерлуза и японская скумбрия). Данных для оценки Международным союзом охраны природы охранного статуса вида недостаточно.